# Академия старинной музыки
«Академия старинной музыки» — российский камерный ансамбль, специализирующийся на исполнении музыки эпохи барокко и современных композиций. Основатель и художественный руководитель ансамбля — Татьяна Гринденко.
Ансамбль был создан в 1982 году, с 1987 года входит в состав Московской филармонии. «Академия…» была одним из пионеров аутентичного исполнительства старинной музыки в СССР. Музыканты играют на старинных инструментах с использованием барочных смычков. В репертуаре ансамбля музыка Монтеверди, Перголези, Вивальди, Джеминиани, Корелли, Галуппи, Перселла, Букстехуде, Баха, Генделя, Телемана, отца и сына Моцартов, Буамортье, Фомина, Бортнянского, Пашкевича и др.
Начиная c 1990-х годов, репертуар «Академии…» обогащается написанными специально для ансамбля сочинениями В. Мартынова, И. Соколова, А. Бакши и других современных композиторов.
Коллектив выступал во многих странах мира, участвовал в престижных международных фестивалях (в России, Австрии, Бельгии, США, Испании, Италии, Чехии, Финляндии, Швеции и многих других странах), сотрудничал с такими мастерами, как Н. Арнонкур, М. Борнус-Щетинский, И. Графенауэр, Г. Кремер, М. Таккер, Р. Холл, Т. Цетмайр, А. Штайер, Х. Янушевска и др.
«Академия старинной музыки» участвовала в мировых премьерах оперы Владимира Мартынова «Упражнения и танцы Гвидо» на фестивале «САКРО-АРТ» (Локкум, Германия, 1997); оперы Бальдассаре Галуппи «Король-пастух» (Il Re Pastore), которая была написана ко дню коронации Екатерины II и более 200 лет считалась утраченной (Удине, Италия, 1998); спектакля «Моцарт и Сальери» в театре «Школа драматического искусства» (режиссёр А. Васильев, композитор В. Мартынов, Москва, 1999, к 200-летию А. С. Пушкина). Татьяна Гринденко — музыкальный руководитель этих постановок.
«Академия старинной музыки» — это не только путешествие во времени. Это редкий шанс отыскать в себе то, что принято называть душой, — 
отмечала газета «Культура».